# 楊孟芳
楊孟芳（1435年—？），字景春，廣東廣州府南海縣人，明朝政治人物。進士出身。

## 生平
廣東鄉試第五十四名。天順元年（1457年）丁丑科會試第八十一名，殿試登進士第三甲第一百七十三名。

## 家族
曾祖父楊朝達。祖父楊德貴。父亲楊彥禎。